# شام‌اسبی
شام‌اسبی پرجمعیت ترین روستای اردبیل و  محله ای است که در استان اردبیل، شهرستان اردبیل، بخش مرکزی، قرار دارد.
شام‌اسبی روستایی در دل آذربایجان، با تاریخی پنهان و صدایی که هنوز از دل گذشته شنیده می‌شود.
نخستین سند تاریخی از این روستا، به دوران آق‌قویونلو بازمی‌گردد؛ جایی که نام آن در متون به صورت «شاماسا» آمده است.
در نزدیکی همین‌جا، یکی از نبردهای سرنوشت‌ساز میان آق‌قویونلوها و صفویان اتفاق افتاد—نبردی که با کشته‌شدن سلطان‌علی و ابراهیم، دو پسر شیخ حیدر صفوی، در حافظه‌ی تاریخ ماندگار شد.
از آن زمان، گورستان شام‌اسبی برای اهالی، مکانی مقدس و پراهمیت به‌شمار می‌رود.
شام‌اسبی همچنین یکی از موقوفات بقعه‌ی شیخ صفی‌الدین اردبیلی است؛
موقوفه‌ای که برای نخستین‌بار به دستور امیرتیمور در دوره‌ی تیموریان ثبت شد.
درباره‌ی نام روستا هم روایت‌های گوناگونی وجود دارد.
برخی اهالی، بخش اول نام آن را با «شام» یعنی سرزمین قدیمی سوریه یکی می‌دانند، و مکانی با اسب‌های شامی یاد می‌کنند—اما این نظریه مردود به‌نظر می‌رسد.
در زبان ترکی، واژه‌ی «شام» در معانی متعددی آمده است:
از جمله در کتاب دده‌قورقود، که در آن شام به معنی خیمه، خرگاه و سایه‌بان نیز به‌کار رفته است.
در ترکی کهن، شام به معنای نیزار و در ترکی امروزی به معنای چمنزار است.
بخش دوم نام، یعنی «آس»، اشاره به قوم آس دارد—قوم کهنی که نام‌شان را در واژه‌هایی مثل آراس (=آراز) نیز می‌بینیم.
حتی روستایی مابین اهر به سمت کلیبر به نام روستای آس و کوهی در قره‌داغ به‌نام آس‌داغی موجود است. در کتب قدیمی نیز معانی متعددی برای کلمه‌ی آس نیز وجود دارد، از جمله: جوانمرد، دلاور و جنگجو.
بنابراین، «شام‌اسبی» را می‌توان به‌معنای چمنزار قوم آس دانست.
شیخ‌حیدر صفوی برای اولین‌بار باغی در این روستا احداث کرد—باغی که هنوز هم به نام شاه‌باغی شناخته می‌شود. نکته‌ای مهم و کمتر شناخته‌شده آن‌که پسر ارشد شیخ حیدر صفوی و برادر بزرگ‌تر شاه اسماعیل، یعنی سلطانعلی صفوی، در همین روستا به دنیا آمده است.

## جمعیّت
بر اساس سرشماری سال ۱۳۹۵ جمعیّت این روستا ۲۸۱۷ نفر با ۵۱۱ خانوار بوده‌است. این روستا به دلیل نزدیکی به اردبیل  تحت تاثیر مهاجرت شدید از جاهای مختلف اردبیل قرار گرفته و در حال حاضر ( ۱۴۰۳ ) جمعیتی بالغ بر ۷ هزار نفر دارد .